# Lilla elefanten drömmer

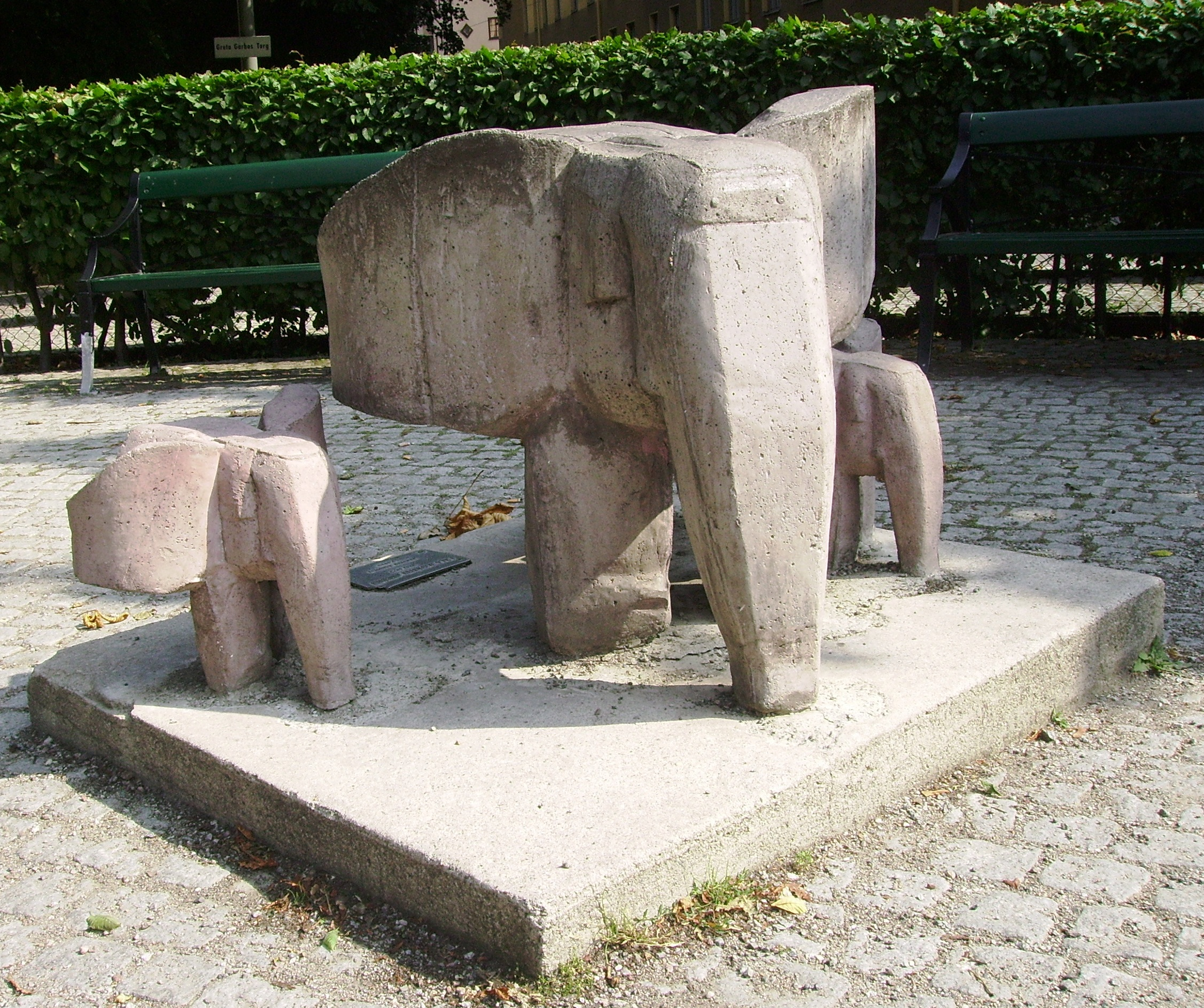
Lilla elefanten drömmer av Torsten Renqvist.

Lilla elefanten drömmer är en skulptur av Torsten Renqvist. Den står sedan 1978 på Greta Garbos torg i stadsdelen Södermalm i Stockholm.